# Dangerous Animals
Dangerous Animals är en australisk thriller- och skräckfilm regisserad av Sean Byrne efter ett manus skrivet av Nick Lepard. Filmen hade premiär i USA den 6 juni 2025.

## Handling
Filmen handlar om surfaren Zephyr som kidnappas av en hajbesatt seriemördare. Fångad på hans båt måste Zephyr hitta ett sätt att fly innan hon blir en del av hans rituella matning till hajarna i vattnet.

## Rollista
- Hassie Harrison - Zephyr
- Josh Heuston - Moses
- Rob Carlton - Dave
- Jai Courtney - Tucker